# 刺客信条：奥德赛
《刺客信条：奥德赛》是一款由育碧魁北克开发，育碧发行的动作角色扮演游戏，是刺客信条系列的第二十部作品和第十一部主系列作品，2017年《刺客信条：起源》的后继作品。游戏上市于2018年10月5日，在Microsoft Windows、PlayStation 4、Xbox One和任天堂Switch平台全球发售，其中任天堂Switch版本将采用雲端遊戲方式进行。2019年11月19日，作为首发游戏在Google Stadia云游戏平台发售。
《刺客信条：奥德赛》与系列前作相比加强了角色扮演元素。游戏将包含对话选项、分支任务和多结局。玩家可选择女性主角卡珊卓（Kassandra）或者男性主角亞歷克西歐斯（Alexios）。

## 簡介
主角为斯巴达国王列奥尼达一世的后裔，遊戲中為一名雇佣兵。她/他继承了国王的「列奥尼达斯斷矛」，而現代線的女主角正是透過這個矛來作為附身的觸媒操控主角，這名傭兵借此拥有了全希臘世界最強大的战斗能力。本作是刺客信條系列中第一次在男女雙主角的遊戲中以女性為第一主角的遊戲，即使選用男性作為主角，從各種劇情細節、對話、人物動作中仍然可以看出其劇情是以卡珊卓為原始模板設計的；不僅如此，還能進行同性的戀愛甚至性關係。

## 游戏玩法
游戏有一个傭兵界面，這個界面和另一個通緝悬赏系统緊密結合，玩家只要隨意殺死平民、殺害寵物或者家畜、偷竊、襲擊正規軍事人員，就會令地圖上的某人產生對主角的殺意，他們會懸賞金錢讓傭兵追殺玩家。隨著懸賞指數的上升，雇傭兵的出現數量與頻率也會提高，殺了因通緝令而來的傭兵無法消除懸賞。想消除懸賞可以躲藏等待懸賞金慢慢降低至0，或由自己支付懸賞金取消懸賞，或者乾脆把懸賞者殺了。而且，就算沒有被通緝，也可以隨意殺死路過的傭兵，如果玩家擊敗了傭兵排行在前面的傭兵，世界傭兵排名就會上升，可因此獲得一些額外的獎勵：例如鐵匠折扣等。
遊戲中有專精系統，玩家可以扮演三個不同的專精：戰士、刺客、獵人，三个專精中、“战士”提高近戰格鬥能力、“刺客”加強潜行暗殺能力，“猎人”則改善箭术遠程能力。專精都有各自的獨特技能，例如最實用的戰士技能——斯巴達踢擊（即使敵人的等級遠高於自己，也可以把敵人吸引到高處再踢下去，直接摔死敵人）；還有各自的專精天賦技能树，玩家可以此加強被動能力及解锁新技能。
前作中的盾牌系統被移除，改以閃避與格擋招架系統代替，使遊戲更有動作感，而用來抵擋的武器則是一開始就佩戴的「斷矛」。游戏新加入装备系统，每件的裝備都有不同的数据，优點與缺点。
本作中，深受玩家喜爱的海战元素回归，玩家可以擁有個人的战船，並可對其進行升級，招募新副手上船，以探索爱琴海更遠的海域以及應付更危險的海戰。遊戲另有勢力衝突系統，玩家可支持斯巴達或雅典的任一方，雙方將進行征服战；以目前所知，在此戰鬥系統中的影響不會對故事造成任何影響。

## 设定
游戏设定于距《刺客信条：起源》故事发生前四百年的公元前431年，讲述了古希腊城邦之间的伯罗奔尼撒战争的秘密虚构历史。玩家扮演一名雇佣兵，可帮助以雅典为首的提洛同盟或以斯巴达为首的伯罗奔尼撒联盟。和系列之前的游戏一样，《奥德赛》同样拥有现代故事线，继续《刺客信条：起源》蕾拉·哈桑的故事。
本作中出現許多真實的歷史人物，如：
- 列奥尼达一世：斯巴達國王；遊戲設定為主角的外祖父。
- 伯利克里：雅典領袖，主線劇情中段被秩序神教殺死。
- 克里昂：雅典政治人物，伯利克里的政敵；伯利克里被殺後接任雅典領袖。
- 阿斯帕齐娅：伯利克里的妻子；遊戲設定為秩序神教的創立人。
- 希羅多德：歷史學家。
- 畢達哥拉斯：遊戲設定為主角的生父；大西洲入口的守護者，由於擁有蛇杖而長生不老。
- 波桑尼阿斯：斯巴達兩名國王之一；遊戲設定為秩序神教伯罗奔尼撒联盟領袖。

出場的其他歷史人物包括阿尔西比亚德斯、蘇格拉底、柏拉圖、索福克勒斯、阿里斯托芬、希波克拉底、布拉西达斯、菲狄亚斯、阿希达穆斯二世、欧里庇得斯、狄斯比斯等。
此外，本作中也出現許多希腊传说的神话生物，如：百臂巨人、刻耳柏洛斯、美杜莎、斯芬克斯、米诺陶洛斯、独眼巨人等。

### 秩序神教
秩序神教（Cult of Cosmos）是遊戲中的反派組織。此組織圖謀為了自身利益而從幕後操縱整個希臘世界，因此其成員滲透了希臘社會的各個階層，甚至操控了發佈德爾斐神諭的女祭司。根據遊戲設定，秩序神教不僅發動了伯羅奔尼撒戰爭，甚至企圖通過操縱交戰雙方來盡可能延長戰爭。
秩序神教包括以下分支：
- 秩序之眼；
- 銀礦脈；
- 提洛同盟；
- 伯羅奔尼撒聯盟；
- 愛琴海眾神；
- 血脈崇拜者；
- 神教群英。

## 发行
游戏于E3 2018正式亮相之前，遭到法国网站Jeuxvideo的泄露，网站收到了一个刻着“刺客信条：奥德赛”名字的钥匙扣。育碧之后正式公布了本作。在育碧E3新闻发布会的前一天，游戏网站Gematsu泄露了游戏截图。游戏于2018年10月5日发行于Microsoft Windows、PlayStation 4、Xbox One和Nintendo Switch（仅日本地区）平台。

## 评价
| 汇总媒体   | 得分                                |
| ---------- | ----------------------------------- |
| Metacritic | PC：86/100 PS4：83/100 XONE：87/100 |

| 媒体          | 得分    |
| ------------- | ------- |
| 电子游戏月刊  | 8.5/10  |
| Game Informer | 8.25/10 |
| GamesRadar+   | [ 20 ]  |
| GameSpot      | 8/10    |
| IGN           | 9.2/10  |
| USGamer       | [ 23 ]  |